# Гинзбург, Семён Александрович
Семён Алекса́ндрович Ги́нзбург (18 января 1900, Луганск — 3 августа 1943, д. Малая Томаровка, Курская область) — советский конструктор бронетанкового вооружения и техники.
Во время Великой Отечественной войны — заместитель командира по технической части 32-й танковой Краснознамённой, ордена Ленина и ордена Суворова бригады, инженер-полковник.

## Биография
Родился 18 января(5 ст. ст.) 1900 года в городе Луганск Славяносербского уезда Екатеринославской губернии, Российская империя.
Во время Гражданской войны в 1919—1921 годах служил в артиллерии РККА, вступил в ВКП(б) в октябре 1919. После окончания войны служил курсовым командиром в различных командных курсах и артиллерийских школах.
В 1929 году окончил Военно-техническую академию им. Дзержинского в Ленинграде по танковой специальности, а в октябре того же года — танковую школу в Казани.
Работал в ГКБ Орудийно-Арсенального треста (ОАТ) под руководством С. П. Шукалова в Москве, в январе 1931 года возглавил вновь сформированное КБ-3 ВОАО, затем был откомандирован в распоряжение Управления механизации и моторизации РККА (УММ РККА).
В 1932 году награждён орденом Ленина.
С 1932 года работал в ОКМО ленинградского завода № 174, а с 1933 по 1937 год на вновь выделенном заводе № 185 помощником директора завода (Н. В. Барыкова) по конструкторской части (главным конструктором). В 1933 году был начальником испытательной группы по танку В-26 («Виккерс», англ. Vickers Mk.E). При непосредственном участии и под его руководством на заводе № 185 был выполнен ряд проектно-конструкторских работ по разработке опытных танков Т-33, Т-43, Т-29, Т-46-5, Т-100 и Т-126СП, а также поступивших впоследствии в серийное производство танков Т-26, Т-28, Т-35 и Т-50.
Во время Большого террора был под арестом и следствием в течение пяти месяцев (ноябрь 1937 — апрель 1938), затем выпущен на свободу, но в должности восстановлен не был. После короткого периода работы начальником отдела на заводе № 174 в мае 1939 стал главным конструктором завода, занимая эту должность и после слияния заводов № 185 и № 174 в мае 1940 года.
Вскоре после начала Великой Отечественной войны в августе 1941 года началась эвакуация завода, а 11 сентября был создан Наркомтанкопром, в котором Гинзбург получил должность заместителя начальника 2-го (технического) отдела — Ж. Я. Котина, занявшего должность заместителя наркома. В 1941—1943 годах занимался в основном самоходной артиллерией, в том числе контролировал и непосредственно руководил работами по созданию лёгкой самоходки СУ-76. За низкое качество первых самоходных установок СУ-76 был отстранён от должности и направлен в действующую армию.
Конструктора самоходной артиллерийской установки СУ-76 т. Гинзбурга отстранить от работы в Наркомтанкопроме, запретить допущение его в дальнейшем к конструкторским работам и направить в распоряжение НКО для использования в войсках Действующей Армиипостановление ГКО №3530 «О самоходных установках СУ-76» от 7 июня, 1943, подписанное в т.ч. Сталиным
Инженер-полковник С. А. Гинзбург, находясь в должности заместителя командира 32-й танковой бригады по технической части, погиб при авианалёте 3 августа 1943 года в районе деревни Малая Томаровка Курской области.
Похоронен у деревни Лучки Томаровского района Курской области (ныне Яковлевский район Белгородской области). В 1950 году перезахоронен в братской могиле в селе Беленихино Прохоровского района Белгородской области (улица Ватутина, 150 м южнее железнодорожного вокзала).

## Награды и звания
Награждён орденами:
- Ленина (23.11.1932)
- Красной Звезды (Указ Президиума Верховного Совета СССР от 20.01.1943 за № 605/20);
- «Знак Почёта» (10.3.1936)
- и медалями.